# Джордж Гейбриъл Стокс
Джордж Гейбриъл Стокс (на английски: George Gabriel Stokes) е ирландски физик и математик, работил дълги години в Кеймбриджкия университет. Основните му приноси са в областта на механиката на флуидите, оптиката и математическата физика. Той е секретар, а по-късно и председател на Кралското дружество.

## Биография
Роден е на 13 август 1819 година в Скрийн, графство Слайгоу, Ирландия, където баща му е протестантски свещеник. След като учи в родното си село, в Дъблин и в Бристъл, през 1837 година постъпва в Кеймбриджкия университет, който завършва през 1841 и където остава да преподава до края на живота си.
Първите публикации на Джордж Стокс през 40-те години разглеждат движението на флуидите и еластичните твърди тела, вътрешното триене при флуидите и движението на махалата. В областта на акустиката той изследва въздействието на вятъра и средата на разпространение върху интензивността на звука. Той извежда и Закона на Стокс, определящ скоростта на потъване на сферични обекти във вискозна течност.
Работата му от този период допринася за развитието на динамиката на флуидите и дава обяснение на природни явления, като задържането на облаците във въздуха и затихването на вълните във водата. Тя става основа и за разрешаването на практически проблеми, като движението на водата в реки и канали или носимоспособността на корабните конструкции.
Най-известни са изследванията на Стокс във връзка с вълновата теория на светлината. Те засягат аберацията, дифракцията, отражението и поляризацията на светлината и флуоресценцията.
Наред с Джеймс Кларк Максуел и Уилям Томсън, Стокс е един от тримата видни учени, допринесли за авторитета на кеймбриджката школа в областта на математическата физика в средата на 19 век. През 1849 година той е назначен за Лукасов професор, а от 1887 до 1892 година е представител на Кеймбриджкия университет в британския парламент. От 1885 до 1890 е председател на Кралското дружество, а през 1889 година получава титлата баронет.
Умира на 1 февруари 1903 година в Кеймбридж на 83-годишна възраст.